# 키어스틴 워런
키어스틴 워런(Kiersten Warren, 1965년 11월 4일 ~ )은 미국의 배우이다.

## 출연 작품
- 비욘드 더 블랙보드 (2011)
- 엑셉턴스 (2009)
- 크리스마스 별장 (2008)
- 애스트로넛 파머 (2007)
- 브링 잇 온 3 (2006)
- 훗 (2006)
- 파라다이스 (2004)
- 위기의 주부들 (2004)
- 완벽한 그녀에게 딱 한가지 없는 것 (2004)
- 블랙 캐딜락 (2003)
- 스노우 워커 (2003)
- 참을 수 없는 사랑 (2003)
- 행복한 비밀 (2002)
- 서킷 (2001)
- 리버티 하이츠 (1999)
- 바이센테니얼 맨 (1999)
- 과거의 잔해 (1997)
- 인디펜던스 데이 (1996)
- 세이비드 바이 더 벨: 더 컬리지 이어스 (1993)
- 필사의 도망자 (1992)
- 실루엣 (1990)
- 표류기 (1990)